# Helaba
Helaba ou Hessische Landesbank ou Landesbank Hessen-Thüringen (em português: Banco estado de Hessen) é um banco alemão com sede em Frankfurt, que foi criado por lei estatal da Hessen de 1953 como uma instituição bancária nos termos da lei pública (em alemão: Anstalt des öffentlichen Rechts).